# Viesly
Viesly – miejscowość i gmina we Francji, w regionie Hauts-de-France, w departamencie Nord.
Według danych na rok 1990 gminę zamieszkiwało 1566 osób, a gęstość zaludnienia wynosiła 147 osób/km² (wśród 1549 gmin regionu Nord-Pas-de-Calais Viesly plasuje się na 432. miejscu pod względem liczby ludności, natomiast pod względem powierzchni na miejscu 287.).